# La canzone della vittoria
La canzone della vittoria è un brano musicale composto da Danilo Forina e musicato da Francesco Pellegrino nel 1936. 
Canzone dedicata alla proclamazione dell'impero coloniale italiano e alla guerra d'Etiopia, iniziata dall'Italia l'anno precedente e vittoriosamente conclusasi con la conquista dello stato e la sua annessione ai domini italiani.
L'esperienza coloniale nel brano viene vista come diretta e voluta da Benito Mussolini, non tanto come capo di un partito al governo, ma come ispiratore del futuro dell'Italia (allor che il Duce l'ordine lanciò), riferimento che torna ancora più esplicito nell'ultima strofa dove viene declamato illumina l'Italia vegliata ancor di più / dal Duce fondatore dell'Impero!, senza quindi alcun riferimento né alla monarchia né tantomeno al Re Vittorio Emanuele III. Nel brano sono presenti diversi riferimenti al tema delle vittorie italiane condotte sul campo in precedenza (come nel tempo in cui si vinse al Piave) e ovviamente all'antica Roma e al suo impero (egli esclamò: "Rivendico l'impero / che di Roma un tempo già fu!") del quale l'Italia si riteneva legittima erede.